# Gudbuy T'Dean
Gudbuy T'Dean è un live album dei Britny Fox uscito nel 1997 per l'Etichetta discografica Stardog Records.
Si tratta di un concerto registrato il 20 ottobre 1989 all'Empire Rock Club di Filadelfia, Pennsylvania durante il "Boys in Heat tour", quando alla voce figurava ancora Dean Davidson.
Il disco venne pubblicato in origine come bootleg (non ufficiale), mentre fu ristampato in versione ufficiale nel 2002 per la Britny Fox Records.

## Tracce
1. In Motion (Davidson)
2. In America (Davidson, Destra)
3. Long Way to Love (Davidson)
4. Plenty of Love (Davidson)
5. Harmonica Jam (Davidson)
6. Livin' on a Dream (Davidson)
7. Dream On (Davidson, Smith)
8. Stevie (Davidson)
9. Standing in the Shadows (Davidson)
10. Hold On (Davidson)
11. Left me Stray/Mike Solo (Davidson)/(Smith)
12. Shine On (Davidson)
13. Gudbuy T' Jane (Holder, Lea) (Slade cover)

## Formazione
- Dean Davidson - voce, chitarra
- Michael Kelly Smith – chitarra
- Billy Childs – basso
- Johnny Dee - batteria